# Antanta
A nu se confunda cu Tripla Intervenție sau cu Tripla Alianță.

Alianțele militare europene înainte de Primul Război Mondial

Antanta (sau Tripla Înțelegere) a fost un bloc politico-militar creat cu puțin timp înainte de Primul Război Mondial și format din Franța, Imperiul Britanic și Imperiul Rus. Convenția de aderare a României la Antanta a fost semnată pe data de 4 /17 august 1916.
Blocul a fost victorios în Primul Război Mondial, cu excepția Rusiei, care a ieșit din război în 1917.
Antanta a fost formată în trei etape succesive. Prima etapă a fost cea a semnării unor acorduri franco-ruse (1891-1893), care prevedeau ajutor militar reciproc, în cazul în care vreuna dintre cele două țări ar fi fost atacată de către Tripla Alianță. Etapa a doua s-a consumat în anul 1904, când s-a semnat acordul anglo-francez numit Antanta cordială, iar etapa a treia a constat în acordul anglo-rus, din anul 1907, prin care cele două țări și-au delimitat sferele de influență în Asia, făcând posibile viitoare colaborări politico-militare în Europa.

## Context
Rusia a fost anterior membră a Ligii celor Trei Imperii, alianță din 1873 cu Austria, Ungaria și Germania. Alianța a făcut parte din planul cancelarului german Otto von Bismarck de a izola diplomatic Franța. Acesta era alarmat de aspirațiile revanșarde ale Franței în vederea recăpătării pierderilor din 1871 în Războiul franco-prusac. 
Liga se confrunta cu mari dificultăți provocate de  tensiunile între Imperiile  Rus si Austro-Ungar, în special în Balcani, unde creșterea naționalismului și declinul continuu al Imperiului Otoman au creat premise provinciilor otomane de inițiere a luptelor pentru independență.
Situația din Balcani, în special în urma  Războiului sârbo-bulgar și a  Tratatului de la Berlin din 1878, care a făcut ca Rusia să se simtă înșelată de câștigurile obținute în  Războiul ruso-turc, a împiedicat reînnoirea Ligii în 1887. Într-o încercare de a opri alianța Rusiei cu Franța, Bismarck a semnat tratatul secret de reasigurare cu Rusia în 1887. Tratatul a asigurat că ambele părți rămân neutre în cazul izbucnirii războiului. Alianța dintre Rusia și Franța și excluderea Rusiei de către Bismarck de pe piața financiară germană în 1887 a împiedicat reînnoirea tratatului în 1890. Aceasta a pus capăt alianței dintre Germania și Rusia.